# 흑단

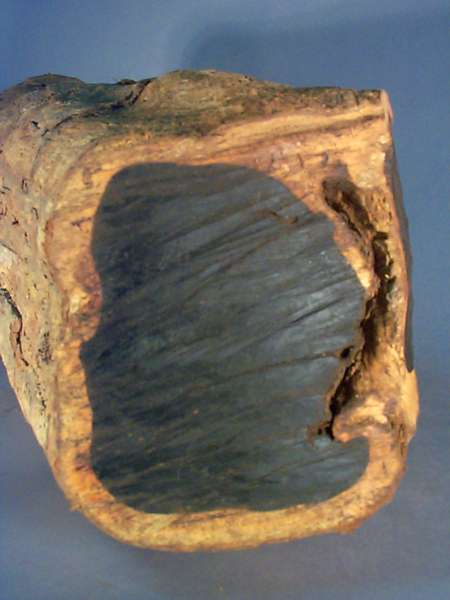
흑단(Diospyros ebenum) 나무의 단면.

흑단(黑檀, ebony)은 감나무속의 여러 식물들, 특히 흑단나무에서 얻는 단단하고 검은 목재이다. 조직이 치밀하고 단단하며 연마했을 때 부드러운 광택이 나기에 장식용 목재로서 큰 가치를 가진다.
오래전부터 쓰였는데, 고대 이집트에서는 무덤에 넣을 부장품 조각에도 쓰였다. 부조 장식을 깎아 만들기 좋아 16세기 말에는 고급 장식장으로 많이 만들어졌다. 또한 전통적으로 체스의 검은 말을 만드는 데에도 쓰였다. 반대되는 흰색 말은 서양호랑가시나무로 만들었다.
피아노의 검은 건반, 기타의 브릿지 · 브릿지핀, 기타 · 바이올린 · 첼로 · 비올라 · 베이스 등 현악기의 지판 · 페그 · 턱받침 · 테일피스 · 프로그 등에 쓰인다.

## 같이 보기
- 에보나이트